# آلوارو سالوادورس
آلوارو سالوادورس (اسپانیایی: Álvaro Salvadores‎; ۱۲ اکتبر ۱۹۲۸ – ۱۳ آوریل ۲۰۰۲) بازیکن بسکتبال اهل شیلی بود. وی در بازی‌های المپیک تابستانی ۱۹۵۲ شرکت کرده‌است.